# Пошук життя
Пошук життя (англ. The Quest of Life) — американська драма режисера Ешлі Міллера 1916 року.

## У ролях
- Флоренс Волтон — Еллен Янг
- Джуліан Л'Естренж — Алек Маплетон
- Ройал Байрон — Персі
- Деніел Бурк — Баронті
- Расселл Бассетт — батько Еллен
- місіс Вільям Бехтель — мати Еллен
- Моріс Мувет — Моріс Бреттон
- Кетлін Таунсенд
- Рудольф Валентіно
- Роберт Броуер